# Diecezja Luleå

Herb diecezji Luleå

Diecezja Luleå (szw. Luleå stift) – jedna z 13 diecezji ewangelicko-lutarańskiego Kościoła Szwecji, największa pod względem powierzchni. Obejmuje obszar regionów administracyjnych (län) Västerbotten i Norrbotten. Siedzibą biskupa jest Luleå, kościołem katedralnym katedra w Luleå. Biskupem od 2002 jest Hans Stiglund. 
Diecezja Luleå powstała w 1904 po podziale diecezji Härnösand i odłączeniu od niej jej dotychczasowej północnej części. Diecezja podzielona jest na 57 parafii (församlingar),  tworzących 8 dekanatów (kontrakt).